# Unforgettable (альбом Marcus & Martinus)
«Unforgettable» — четвертий студійний альбом норвезького попдуету Marcus & Martinus, випущений 31 травня 2024 року лейблом Universal Music. Цьому передував випуск 7 синглів, зокрема «Unforgettable», який став шведською конкурсною піснею на Пісенному конкурсі Євробачення 2024, де Marcus & Martinus посіли 9 місце, та «Air», пісні дуету на Melodifestivalen 2023. До альбому також увійшли спільні роботи з Medun і bbno$ та кавери на пісні Кріса Айзека «Wicked Game» і Тхеміна «Want» з іншими англійськими текстами і перейменовані в «Love Flow».

## Треклист
| Треклист Unforgettable | Треклист Unforgettable                  | Треклист Unforgettable | Треклист Unforgettable |
| #                      | Назва                                   | Автор | Тривалість             |
| ---------------------- | --------------------------------------- | --- | ---------------------- |
| 1.                     | «Unforgettable»                         | Джиммі «Joker» Торнфельдт Джой Деб Ліннея Деб Маркус Гуннарсен Мартінус Гуннарсен                                         | 2:48                   |
| 2.                     | «Love Flow»                             | Енн Джудіт Вік Йонас Бьордал Мартин Малголланд Матс Корай Генч Нермін Гарамбасик Ронні Свендсен Сайма Міан Самай Ай Банде | 3:39                   |
| 3.                     | «Air»                                   | Джиммі «Joker» Торнфельдт Джой Деб Ліннея Деб Маркус Гуннарсен Мартінус Гуннарсен                                         | 2:52                   |
| 4.                     | «Follow Me»                             | Кріс Коллінз Якоб Вернер Маркус Гуннарсен Мартінус Гуннарсен                                                              | 3:12                   |
| 5.                     | «Gimme Your Love» (за участю Medun)     | Андерс Нільсен Крістін Марі Сколем Магнус Клаузен Маркус Гуннарсен Мартінус Гуннарсен                                     | 2:45                   |
| 6.                     | «Talk»                                  | Антті Ріїхімекі Стівен Пут Теему Бруніла Маркус Гуннарсен Мартінус Гуннарсен                                              | 2:51                   |
| 7.                     | «When All the Lights Go Out»            | Герман Гардарфве Мелані Вегбе Патрік Олссон Маркус Гуннарсен Мартінус Гуннарсен                                           | 2:48                   |
| 8.                     | «Wicked Game»                           | Кріс Айзек | 2:29                   |
| 9.                     | «Die for You»                           | Александер Лайтила Кріс Коллінз Ельза Кармона                                                                             | 2:38                   |
| 10.                    | «We Are Not the Same» (за участю bbno$) | Александер Гумучян Емілі Гарбакк Маркус Гуннарсен Мартінус Гуннарсен                                                      | 2:25                   |
| 11.                    | «247365»                                | Давид Крюгер Фредрік Кемпе Ніклас Карсон Матссон Маркус Гуннарсен Мартінус Гуннарсен                                      | 2:55                   |
| 31:22                  |                                         | |                        |

## Чарти
| Чарт (2024)                                        | Найвища позиція |
| -------------------------------------------------- | --------------- |
| Бельгія Belgian Albums (Ultratop Flanders)         | 178             |
| Фінляндія Finnish Albums (Suomen virallinen lista) | 44              |
| Lithuanian Albums (AGATA)                          | 8               |
| Norwegian Albums (VG-lista)                        | 38              |
| Swedish Albums (Sverigetopplistan)                 | 39              |

## Історія випуску
| Країна   | Дата           | Формат               | Лейбл           |
| -------- | -------------- | -------------------- | --------------- |
| Норвегія | 31 травня 2024 | Цифрове завантаження | Universal Music |